# Delamanid
Delamanid, comercializado bajo el nombre Deltyba, es un medicamento que se usa para tratar la tuberculosis. Específicamente se usa, junto con otros medicamentos antituberculosos, para la tuberculosis activa resistente a múltiples fármacos. Se administra por vía oral.
Los efectos secundarios comunes incluyen dolor de cabeza, mareos y náuseas. Otros efectos secundarios incluyen la prolongación del intervalo QT. Para el año 2016 todavía no cuenta con estudios en el embarazo. Delamanid actúa bloqueando la fabricación de ácidos micólicos y desestabiliza la pared celular bacteriana. Se encuentra en la clase de medicamentos del nitroimidazol.
Delamanid fue aprobado para uso médico en 2014 en Europa, Japón y Corea del Sur. Está en la Lista de medicamentos esenciales de la Organización Mundial de la Salud, los medicamentos más efectivos y seguros que se necesitan en un sistema de salud. En el año 2016, Stop TB Partnership tenía un acuerdo para obtener el medicamento por US$1.700 para un tratamiento de seis meses, para su uso en más de 100 países.

## Usos médicos
Delamanid se usa, junto con otros medicamentos antituberculosos, para la tuberculosis activa resistente a múltiples fármacos.

## Efectos adversos
Los efectos secundarios comunes incluyen dolor de cabeza, mareos y náuseas. Otros efectos secundarios incluyen la prolongación del intervalo QT.  Para el año 2016 todavía no cuenta con estudios en el embarazo.

## Interacciones
Delamanid es metabolizado por la enzima hepática CYP3A4, por lo tanto los inductores fuertes de esta enzima pueden reducir su eficacia.

## Historia
En los ensayos clínicos de fase II, el medicamento se usó en combinación con tratamientos estándar, como cuatro o cinco de los medicamentos etambutol, isoniazida, pirazinamida, rifampicina, antibióticos aminoglucósidos y quinolonas. Las tasas de curación (medidas como la conversión del cultivo del esputo) fueron significativamente mejores en los pacientes que también tomaron delamanid.
La Agencia Europea de Medicamentos (EMA) recomendó una autorización de comercialización condicional para delamanid en adultos con tuberculosis pulmonar multirresistente sin otras opciones de tratamiento debido a la resistencia o la tolerabilidad. La EMA consideró que los datos muestran que los beneficios de delamanid superan los riesgos, pero que se necesitaron estudios adicionales sobre la efectividad a largo plazo.

## Sociedad y cultura
Para el año 2015, el medicamento no se encontraba disponible a nivel mundial. Se creía que el precio sería similar a la bedaquilina, que para seis meses de tratamiento cuesta aproximadamente US$900 en países de bajos ingresos, US$3.000 en países de ingresos medios y US$30.000 USD en países de ingresos altos. Para el año 2016, Stop TB Partnership tenía un acuerdo para obtener el medicamento por US$1.700 USD para seis meses de tratamiento.